# 44-й избирательный округ штата Нью-Йорк
44-й избирательный округ штата Нью-Йорк - бывший избирательный округ Палаты представителей США в Нью-Йорке. Он был создан в 1945 году и ликвидирован в результате переписи населения 1950 года. В последний раз его представлял Джон К. Батлер.

## Список представителей округа
| Представитель                              | Партия          | Года                          | Конгресс  | Электоральная история                                                                    | Расположение округа        |
| ------------------------------------------ | --------------- | ----------------------------- | --------- | ---------------------------------------------------------------------------------------- | -------------------------- |
| Округ был сформирован 3 января 1945 года   |                 |                               |           |                                                                                          |                            |
| Джон К. Батлер                             | Республиканская | 3 января 1945 - 3 января 1949 | 79-й 80-й | Был переведен из 42-го округа. Был переизбран в 1944 , 1946 годах. Проиграл в 1948 году. | 1945-1953 Часть округа Эри |
| Честер Ч. Горски                           | Демократическая | 3 января 1949 - 3 января 1951 | 81-й      | Был избран в 1948 году. Проиграл в 1950 году.                                            | 1945-1953 Часть округа Эри |
| Джон К. Батлер                             | Республиканская | 3 января 1951 - 3 января 1953 | 82-й      | Был избран в 1950 году. Был переведен в 42-й округ и проиграл перевыборы.                | 1945-1953 Часть округа Эри |
| Округ был расформирован 3 января 1953 года |                 |                               |           |                                                                                          |                            |

## Результаты выборов
| Год  | Демократическая             | Республиканская         | Партия труда в Америке |
| ---- | --------------------------- | ----------------------- | ---------------------- |
| 1944 | Леон Э. Домбровски (72,164) | Джон К. Батлер (72,402) |                        |
| 1946 | Джеймс Б. Дауни (49,798)    | Джон К. Батлер (67,495) |                        |
| 1948 | Честер Ч. Горски (79,795)   | Джон К. Батлер (71,275) | Роберт Уильямс (3,062) |
| 1950 | Честер Ч. Горски (66,541)   | Джон К. Батлер (69,260) | Руфус Фрейзер (2,035)  |